# Invasie van Grenada

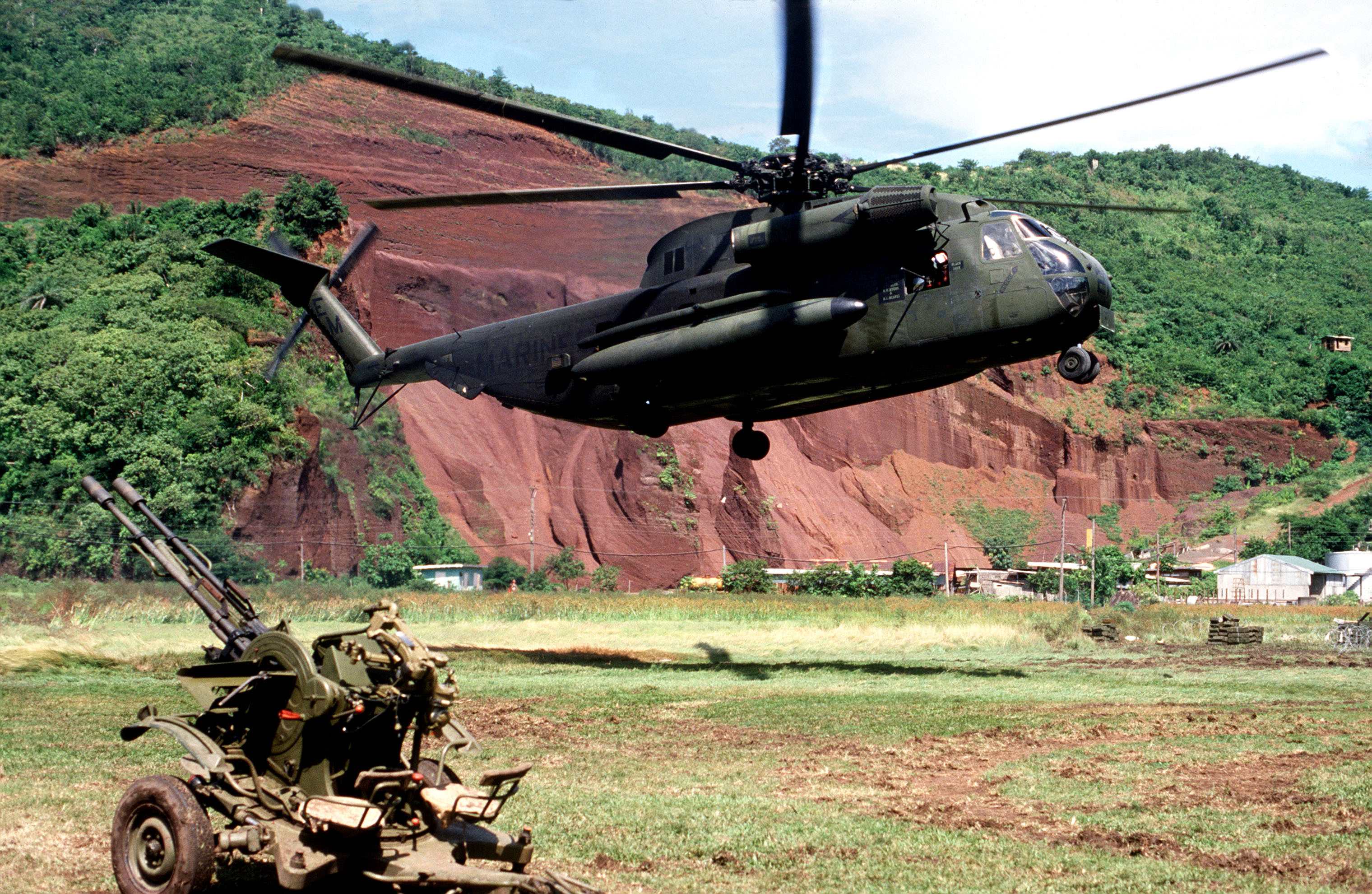
Amerikaanse helikopter boven Grenada

De invasie van Grenada was een Amerikaanse invasie van het Caribische eiland Grenada op 25 oktober 1983.

## Voorafgaand
De aanwezigheid van communistische landen in het Caraïbisch gebied in de jaren 1980, zoals Cuba en Grenada, waren president Reagan van de Verenigde Staten een doorn in het oog. Na afloop van de Vietnamoorlog en de revolutie in Iran was het ontzag voor de VS in de wereld danig gedaald en Reagan vreesde dat er meer landen in het Westelijk Halfrond een anti-Amerikaanse houding zouden aannemen, al of niet met steun van de Sovjet-Unie.

## Operatie
Reagan stuurde zijn militairen in oktober 1983 naar Grenada. De invasie, met de codenaam Operation Urgent Fury, werd uitgevoerd nadat de regering, met Maurice Bishop aan het hoofd, was afgezet door een staatsgreep onder Bernard Coard, waarna Bishop werd vermoord. De invasie leidde tot het afzetten van de door de coupleiders geïnstalleerde revolutionaire regering, en werd beëindigd op 15 december 1983. Generaal Norman Schwarzkopf fungeerde als deputy commander van de Amerikaanse Joint Task Force.
Barbados, Jamaica, en de Organisatie van Oost-Caribische Staten hadden de Verenigde Staten om militair ingrijpen gevraagd, maar dit zou op verzoek van de Verenigde Staten zijn gebeurd.
Als reden gaf de Amerikaanse regering op: algehele politieke instabiliteit in een land in de buurt van de Amerikaanse grens, de moord op Maurice Bishop, en de aanwezigheid op het eiland van Amerikaanse studenten die als gijzelaars konden worden gebruikt. In de Algemene Vergadering van de Verenigde Naties werd de invasie scherp veroordeeld, met 109 stemmen voor, 9 tegen, en 27 onthoudingen, maar president Reagan verklaarde dat hij daar zijn ontbijt niet door had laten verstoren.